# Omvolking
Omvolking, omvolkingstheorie of vervangingstheorie is een complottheorie over "het idee dat het 'eigen' (witte) volk en zijn 'eigen' witte cultuur worden verdrongen door mensen die als 'vreemd' worden beschouwd. De aanhangers van de omvolkingstheorie geloven dat er een plan is om – via immigratie van niet-westerse migranten en vluchtelingen – de witte bevolking van Europa te vervangen en dat dit systematisch georganiseerd wordt door zogenaamde 'elites'. Een bekende omvolkingstheorie is "De grote vervanging" van Renaud Camus.
Omvolking is een germanisme van het Duitse 'Umvolkung'. In nazi-Duitsland had dit begrip oorspronkelijk betrekking op de politiek om voormalig Duitse gebieden na herovering om te volken. De gebieden zouden weer gegermaniseerd worden, door de daar woonachtige niet-Duitse bevolking om te volken tot Duitsers (door culturele assimilatie) dan wel te verdrijven en te vervangen door Duitse immigranten. Dit is dus precies het omgekeerde van het extreemrechtse model, dat juist stelt dat de eigen (blanke) gebieden zouden worden geïslamiseerd en omgevolkt tot moslimstaten.

## Geschiedenis

### Verenigde Staten
In de Verenigde Staten ontstond al in het midden van de 19e eeuw bij protestanten angst voor 'omvolking' van de samenleving door de grootschalige immigratie van katholieke Ieren. Deze werden beschouwd als een geheim leger dat werd aangestuurd door de paus van Rome.

### Modern nationalisme
De eerste versies van omvolkingstheorieën ontstonden aan het einde van de negentiende eeuw tijdens het ontstaan van het moderne nationalisme dat samenviel met de hoogtijdagen van het Europese imperialisme en kolonialisme. Deze complottheorieën werden dan ook geformuleerd in een periode waarin het begrip van een natie als een etnisch en homogeen gegeven werd gezien, waarbij werd voortgebouwd op wetenschappelijk racisme. Een van de allereerste denkers die zijn zorgen uitte over een mogelijke vervanging was de Brits-Australische politicus Charles Henry Pearson. In zijn boek National Life and Character: A Forecast uit 1893 beargumenteerde hij dat de "hogere rassen" in verval waren en weldra overweldigd zouden worden door "de zwarte en gele rassen", vanwege de bevolkingsafname en de industriële vooruitgang die werd geboekt in China. Gelijksoortige ideeën zoals die van Pearson kwamen ook naar voren in het Franse nationalisme. Maurice Barrès geloofde dat het Franse nationale karakter werd geschaad door immigratie en rassenvermenging. Barres maakte verschillende beweringen ten gunste van raciale zuiverheid en verkondigde antisemitisme en antisemitische complottheorieën.

### Nazi-Duitsland
Het nazi-begrip 'Umvolkung' had betrekking op de politiek om voormalig Duitse gebieden na herovering om te volken. De gebieden zouden gegermaniseerd worden door de daar woonachtige niet-Duitse bevolking om te volken tot Duitsers (door culturele assimilatie) dan wel te verdrijven en te vervangen door Duitse immigranten. In nazi-Duitsland hanteerde de latere SS-officier Hans Joachim Beyer (1908–1971) het begrip 'Umvolkung' of 'Umrassung' al in 1935, waarbij hij het definieerde als een bewuste of onbewuste verandering van de persoonlijke ras-eigenschappen, met name door gemengde huwelijken. Het hele proces van omvolken (bijvoorbeeld tot Ariër) zou meerdere generaties in beslag nemen en zou alleen goed mogelijk zijn tussen verwante volkeren ("artverwandten Völkern").
In 1938 werd de term 'Omvolking' ook gebruikt met een negatieve connotatie ter aanduiding van het verschijnsel dat vreemdelingen de vrijgekomen plaatsen van de krimpende blanke Duitse bevolking zouden kunnen innemen. Deze laatste betekenis heeft gelijkenis met de hedendaagse anti-immigranten-retoriek van extreemrechts. Het is echter precies het omgekeerde van de eerdere betekenis van omvolking van Oost-Europa als deel van het Duitse Rijk, die tot doel had de 'ware' Duitse cultuur in buitenlandse gebieden te versterken.

## Het vermeende omvolkingsproces
Wanneer in de eenentwintigste eeuw gesproken wordt van "omvolking" wijst men meestal naar bepaalde stadswijken waar – door concentratie van bewoners met een migratie-achtergrond – allochtonen in de jaren 1980 en 1990 een steeds groter aandeel van de bevolking zijn gaan vormen. Soms vormen zij daar zelfs de meerderheid. 
Aanhangers van omvolkingstheorieën suggereren dat zulke demografische ontwikkelingen zonder tegenmaatregelen in toenemende mate zullen doorgaan, zodat immigranten in alle steden en uiteindelijk in het hele land de meerderheid zouden gaan vormen en de oorspronkelijk westerse bevolking "een minderheid in eigen land" wordt. Volgens statistieken neemt het percentage van mensen met een migratieachtergrond toe, voor personen met een niet-westerse achtergrond tot 18% in 2060. Dit is echter een geleidelijk proces dat, anders dan vaak gedacht, weinig van doen heeft met hogere geboortecijfers. Als alleen de eerste en tweede generatie wordt meegerekend, is het statistisch vrijwel uitgesloten dat niet-westerse immigranten ooit een meerderheid gaan vormen, tenzij het immigratieniveau vele malen toeneemt. Worden volgende generaties meegerekend, zal in de loop der eeuwen uiteindelijk iedereen wel ergens een niet-westerse voorouder hebben. 
Voor een omvolking is het dan nodig dat immigranten en hun nakomelingen niet zullen integreren en assimileren, maar juist met hun niet-westerse cultuur de traditionele normen en waarden van het Westen zullen verdringen en vervangen. In het bijzonder zou de islam een bedreiging vormen voor het Westen en voor de 'joods-christelijke cultuur'. Vaak is erop gewezen dat de derde generatie niet in de statistieken verwerkt wordt en stelt men dat die nu al waarneembaar slecht geïntegreerd zou zijn. Daarbij wordt echter vergeten dat volgens de CBS-normen de derde generatie niet simpelweg bestaat uit de kleinkinderen van de oorspronkelijke gastarbeiders. Alleen degenen waarvan beide ouders in Nederland zijn geboren, worden tot de derde generatie gerekend. Omdat tot 2004 driekwart van de Turken en Marokkanen huwde met een immigrerende partner en pas de kleinkinderen daarvan binnen de definitie vallen, is de derde generatie voorlopig beperkt van omvang en zijn haar eigenschappen lastig vast te stellen.
Onderzoeker Maurice Crul stelde vast dat in grote Europese steden de tweede generatie van arbeidsmigranten in nieuwe wijken beter integreert dan de groep 'witte autochtonen'. Autochtonen neigen meer naar "zelfsegregatie". Ze wonen vaker geïsoleerd in aparte delen van de wijk, brengen hun kinderen naar aparte scholen en hebben weinig sociale contacten buiten hun eigen groep.

## Omvolkingstheorieën
Volgens de theorie van "de Grote Vervanging" van de Franse schrijver Renaud Camus, wordt de Franse bevolking vervangen door immigranten, met name uit de voormalige Franse kolonies in Afrika. In andere Europese landen zou volgens deze theorie ook een dergelijk proces plaatsvinden.
Een variant van "de Grote Vervanging" is de 'white genocide'-theorie van de extreemrechtse blanke suprematie-beweging, die als antwoord op de Black Lives Matter-beweging (BLM) stelt dat blanke bevolkingen worden vervangen door niet-blanken. In de VS is het ook onderdeel van anti-migranten-activisme.
Volgens de Algemene Inlichtingen- en Veiligheidsdienst (AIVD) zijn er sinds 2017 in Nederland groeperingen die streven naar het ‘zuiver houden’ van het blanke ras. Deze door de AIVD als rechts-extremistisch beschouwde groepen geven de ‘politieke elite’ de schuld van 'omvolking', waarmee ze bedoelen dat het politieke beleid op de lange termijn kan leiden tot het uitsterven van het 'blanke ras'.
De omvolkingstheorie maakt veelal deel uit van een complottheorie, waarin wordt gedacht dat de omvolking door de westerse 'elite' door middel van een bewuste strategie wordt uitgevoerd, om de inheemse (blanke) bevolkingen te vervangen door niet-Europese bevolkingen. De complotten kunnen qua thema's van elkaar verschillen, maar elkaar ook overlappen.
De complottheorie van Eurabië wordt meestal in de eerste plaats als islamofoob gezien. Volgens deze theorie zouden de Europese landen onder invloed van de islam op termijn opgaan in de Arabische wereld. Westerse leiders zouden daarover afspraken hebben gemaakt met de Arabische Liga. Mogelijk was het voor Camus een inspiratiebron voor zijn 'Grote Vervanging'.
Het complot van het cultureel marxisme veronderstelt dat een linkse elite de westerse cultuur wil vervangen door een marxistische om zo de macht te grijpen. Hij is met name gericht tegen uitbreidende macht van de EU.
Het Kalergi-plan is een antisemitische complottheorie die beweert dat een machtige en rijke elite streeft naar een Paneuropese Unie, waarin op termijn de blanke bevolking door geplande massa-immigratie is versmolten met andere rassen tot één 'Euraziatisch-negroïde ras'. Daarnaast zou er dan alleen nog een elite van aristocraten en joden overblijven, die dit meng-ras als een kudde zou gaan controleren. Het Kalergi-plan wordt wel gezien als de basis van de 'Grote Vervanging'-theorie van Camus. Het is tevens een variant van de 'white genocide'-theorie, waarin de blanke bevolking zou worden uitgeroeid, om zo de bedreiging voor de 'macht van de elite' weg te nemen. Het Kalergi-complot is gebaseerd op de paneuropese ideeën van de Oostenrijkse Richard Coudenhove-Kalergi.

## Verspreiding van de theorieën
Volgens de extreemrechts-onderzoekster Julia Ebner slaat de vervangingstheorie aan bij een keur aan rechts-nationalistische en extreemrechtse personen omdat ze er elk iets van hun gading in vinden, van antisemitisme en moslimhaat tot vrouwenhaat, anti-abortus en anti-vrouwenemancipatie, omdat die zouden leiden tot het uitsterven van het blanke ras. Volgens haar is ook de Identitaire beweging een belangrijke verspreider hiervan.
De theorieën vinden in Europa ook weerklank bij de anti-islam-beweging Pegida. Renaud Camus was in 2015 zelf een van de initiatiefnemers van de Franse tak van Pegida. Ook bij extreemrechts in Noord-Amerika en Australië vindt de vervangingstheorie een vruchtbare bodem.
In Nederland heeft het begrip opgang gemaakt in kringen rond rechtse partijen als de PVV en FVD en in België bij Vlaams Belang. In januari 2018 ontmoetten PVV-Kamerlid Martin Bosma en Vlaams Belang-leider Filip Dewinter Camus tijdens een PVV-demonstratie in Rotterdam, waarna Bosma in een tweet zijn bewondering voor Camus en diens 'Grote Vervanging'-theorie uitte en Dewinter hem omschreef als een "visionair man". Martin Bosma van de PVV en Thierry Baudet van Forum zijn eveneens verspreiders van de complottheorie van het cultureel marxisme.
In 2020 noemde PVV-Kamerlid Emiel van Dijk de voorgestelde asielprocedure van de EU een 'omvolkingspact' en Bosma betoogde eerder al dat 'we' door de massa-immigratie een minderheid in eigen land worden. In maart 2020 stelde het PVV-Statenlid Joeri Pool in schriftelijke vragen aan de commissaris van de Koning, onder de titel "Stop de omvolking in Overijssel!", dat "de politiek-correcte deugneuzen in de Zwolse gemeenteraad" de massa-immigratie willen aanjagen met als doel de Nederlandse bevolking te vervangen. De PVV gebruikte de term 'omvolking' veelvuldig in de Tweede Kamer, vooral Bosma. De LPF introduceerde in 2006 het Eurabië-complot in de Tweede Kamer. Via de arabist Hans Jansen werd het populair binnen de PVV, waar vooral Geert Wilders deze ideeën omarmde.
Thierry Baudet vermijdt vaak de term 'omvolking', maar gebruikt wel omschrijvingen die door buitenstaanders worden geïnterpreteerd als metaforen voor hetzelfde begrip, zoals 'de elite die bezig is de Nederlandse bevolking homeopathisch te verdunnen met alle volkeren van de wereld’, waarmee hij "dicht  tegen de vervangingstheorie aanschurkt". Robert de Haze Winkelman kwam in mei 2017 als lid van de raad van advies van Forum in opspraak vanwege tweets over het Coudenhove-Kalergiplan. Baudet deelde kort daarna een tweet over cultuurmarxisme, met het commentaar "Politieke elite wil via omvolking van Nederland af". In 2020 gebruikte Baudet in de Tweede Kamer de term 'omvolking' als verwijzing naar het immigranten-beleid van de EU dat volgens hem bedoeld was "om de nationale identiteit te verzwakken, zodat er geen nationale staten meer zullen zijn".
In Vlaanderen is omvolking vooral een thema bij de rechts-nationalistische partij Vlaams Belang. Voorman Filip Dewinter presenteerde in maart 2022 zijn boek "Omvolking, de grote vervanging". Partijgenoot en parlementslid Klaas Slootmans zei in 2021 dat de Vlaamse Rand door omvolking op den duur niet meer Vlaams zal zijn en dat er daar een bevolkingsvervanging aan de gang is. Ook voorzitter Tom Van Grieken gebruikte herhaaldelijk de term 'omvolking'.

## Onderzoek en statistieken
Bij gebruik van de term 'omvolking' wordt meestal getracht het bestaan hiervan aan te tonen aan de hand van statistische gegevens over de veranderende samenstelling van de bevolking. Hieronder staan wetenschappelijke feiten hierover vermeld.

### Nederland
In 2005 was de groep allochtonen in Nederland vooral geconcentreerd in de vier grote steden en Flevoland. In Almere was toen 24% niet-westerse allochtoon. Volgens het CBS behoorde in 2017 in heel Nederland ruim 22 procent van de bevolking tot de eerste of tweede generatie met een migratie-achtergrond, westers of niet-westers. Deze groep krijgt gemiddeld iets meer kinderen dan de autochtone bevolking. Het vruchtbaarheidscijfer van autochtone Nederlanders was in 2010 ongeveer 1,7 en het vruchtbaarheidscijfer van niet-westerse allochtonen was in 2010 ongeveer 2,0. Ook dat ligt nog onder de vervangingswaarde en die groepen zouden dus zonder voortgaande immigratie hun aantallen uiteindelijk niet op peil kunnen houden. Daarbij wordt het verschil tussen deze vruchtbaarheidscijfers kleiner. In april 2022 was het aandeel allochtonen toegenomen tot circa 25%. Ongeveer de helft daarvan is van westerse afkomst en bijna de helft behoort tot de tweede generatie. Personen met een niet-westerse migratieachtergrond wonen vooral in en rond de vier grote steden. In 2020 was in Amsterdam, Den Haag en Rotterdam ruim de helft westers of niet-westers allochtoon.
In Nederland is bijna de helft van de allochtonen van westerse herkomst. Slechts een klein percentage van de autochtone ingezetenen woont in een "zwarte" wijk. In Nederland is het proces van de "verkleuring" van de grote steden in de eenentwintigste eeuw sterk vertraagd. Ten dele kwam dat door gentrificatie, welgestelden die zich in de oudere wijken nestelden, en ten dele door een trek naar de voorsteden van zich tot de middenklasse opgewerkte allochtonen. Zo heeft de helft van de allochtonen met de Turkse achtergrond een koophuis. Het was naar dat verschijnsel dat Geert Wilders verwees toen hij het over een "tsunami" van moslims had.

### België
Vanaf 2012 werd in België de definitie van allochtoon voor de tweede maal verbreed, door ook de nationaliteit van de ouders mee te tellen. Hierdoor worden meer allochtonen geteld. De derde generatie wordt dan weer autochtoon, zodat het cijfer relatief zal dalen.
In Antwerpen woonden in 2019 voor het eerst iets meer allochtonen dan oorspronkelijke Belgen. Dit had veel te maken met de hogere geboortecijfers. In de regio Antwerpen ligt dit percentage rond 60%, inclusief die van westerse afkomst.
Machelen wordt vaak ook aangehaald als bewijs voor de omvolkingstheorie. Deze gemeente heeft 64,8% van haar bevolking die van buitenlandse afkomst is.

### Islamisering
Volgens onderzoekers klopt de bewering dat Brussel in 2030 een meerderheid van moslims zal hebben niet. Volgens voorzichtige schattingen zal dat hooguit 30% zijn. In sommige gemeenten zou dat wel kunnen oplopen naar 30 tot 50%. Daarbij wordt echter geen rekening gehouden met secularisering onder westerse moslims, afname van geboorten onder deze groepen en een stijgend aandeel van nieuwe migranten uit niet-moslimlanden. Voor heel België wordt door onderzoekers de schatting van 7,6% moslims in 2017 als plausibel gezien. De concentratie moslims in het Brussels Gewest houdt verband met de historische locaties voor gastarbeiders en de beschikbaarheid van goedkopere woningen.
Het Pew Research Center schatte in 2010 dat het aantal moslims in België zou groeien van 6,0 naar 10,2 procent in 2030, en in Nederland van 5,5 naar 7,8 procent.